# Liste der Monuments historiques in Eschentzwiller
Die Liste der Monuments historiques in Eschentzwiller führt die Monuments historiques in der französischen Gemeinde Eschentzwiller auf.

## Liste der Bauwerke
| Bezeichnung               | Beschreibung                                                  | Standort               | Kennzeichnung | Schutzstatus | Datum | Bild           |
| ------------------------- | ------------------------------------------------------------- | ---------------------- | ------------- | ------------ | ----- | -------------- |
| Kirche Sts-Pierre-et-Paul | Glockenturm aus dem 15. Jahrhundert, Schiff und Chor von 1758 | Rue de l’Église (Lage) | PA68000003    | Inscrit      | 1996  | weitere Bilder |

## Liste der Objekte
| Bezeichnung                | Beschreibung | Standort                                | Kennzeichnung | Schutzstatus | Datum     | Bild |
| -------------------------- | --- | --------------------------------------- | ------------- | ------------ | --------- | ---- |
| Orgel                      | Ensemble aus PM68000658 und PM68002088                                                                             | in der Kirche Sts-Pierre-et-Paul (Lage) | PM68000881    | Classé       | 1987 2015 |      |
| Orgelprospekt              | 1738 von Johann Andreas Silbermann für das Kloster Unterlinden in Colmar gebaut, 1792 nach Eschentzwiller verkauft | in der Kirche Sts-Pierre-et-Paul (Lage) | PM68002088    | Classé       | 2015      |      |
| Instrumentalteil der Orgel | 1738 von Johann Andreas Silbermann für das Kloster Unterlinden in Colmar gebaut, 1792 nach Eschentzwiller verkauft | in der Kirche Sts-Pierre-et-Paul (Lage) | PM68000658    | Classé       | 1987      |      |